# Nickelodeon Kids’ Choice Awards 1992
5. gala Nickelodeon Kids’ Choice Awards odbyła się w roku 1992. Prowadzącym galę był Paula Abdul.

## Prowadzący
Paula Abdul

## Nominacje i zwycięzcy

### Najlepsza aktorka filmowa
- Whoopi Goldberg

### Najlepsza kreskówka
- Doug Zabawny

### Najlepszy aktor
- Bill Cosby (The Cosby Show)

### Najlepsza aktorka
- Roseanne Barr (Roseanne)

### Hala Sław
- Arnold Schwarzenegger